# Haploeax bituberosa
Haploeax bituberosa là một loài bọ cánh cứng trong họ Cerambycidae.